# 펑쩌구

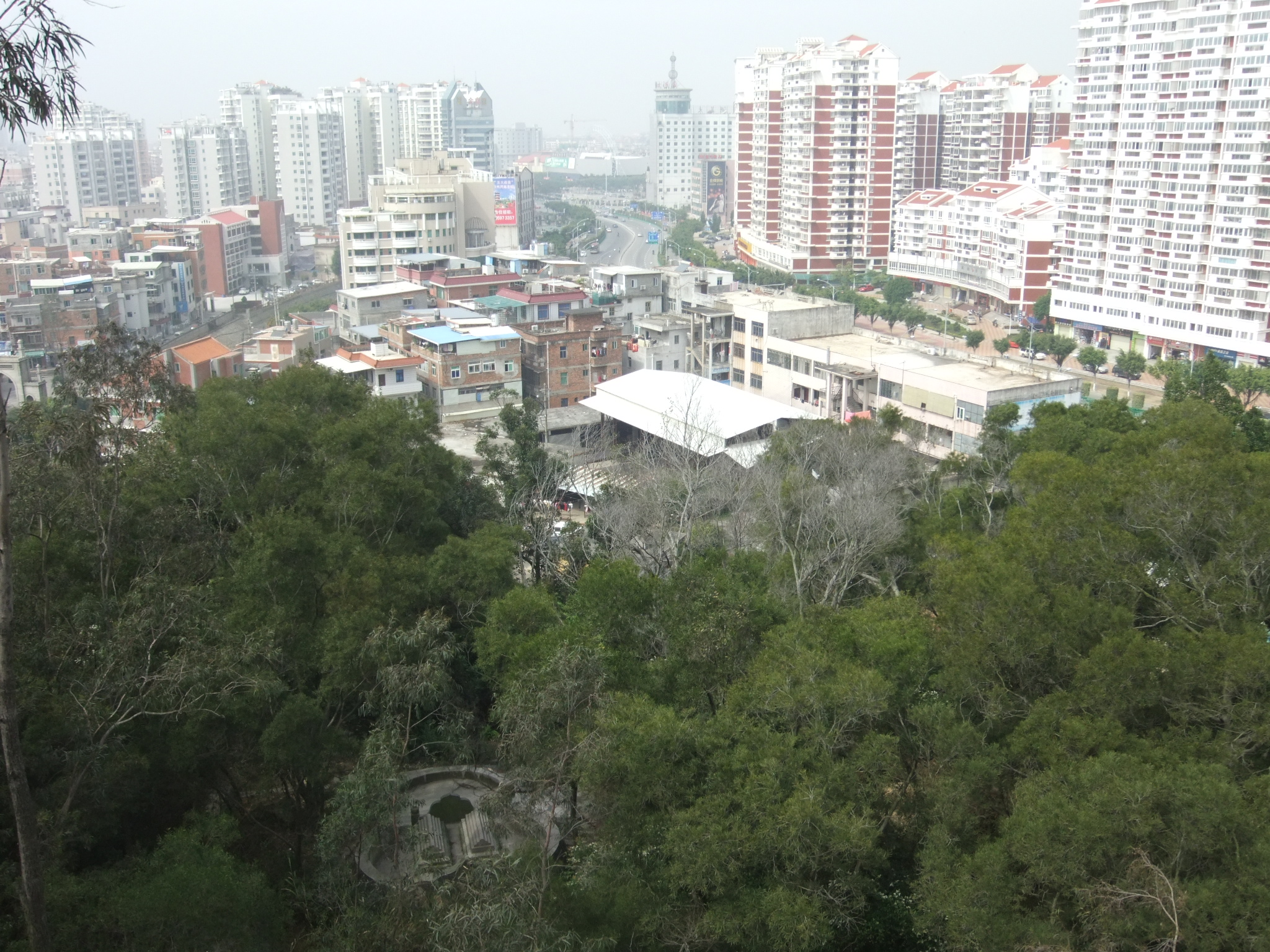

펑쩌구(한국어: 풍택구, 중국어: 豊澤區, 병음: Fēngzé Qū)는 중화인민공화국 푸젠성 취안저우시의 현급 행정구역이다. 넓이는 132km2이고, 인구는 2007년 기준으로 210,000명이다.

## 행정 구역
8개 가도를 관할한다.
- 가도: 천수 가도(泉秀街道), 풍택 가도(豊澤街道), 동호 가도(東湖街道), 화대 가도(華大街道), 청원 가도(淸源街道), 성동 가도(城東街道), 동해 가도(東海街道), 북봉 가도(北峰街道).